# Thomas Vaubourzeix
Thomas Vaubourzeix (Gassin, 16 de junio de 1989) es un ciclista francés que milita en las filas del conjunto Convergence SC Abymienne Propreté 2000.
Debutó como profesional en 2011 con el equipo Team La Pomme Marseille 13. En 2015 recaló en las filas del Veranclassic-Ekoi y a mitad de año fichó por el Lupus Racing Team.

## Palmarés
2010
- 1 etapa del Kreiz Breizh Elites

2012
- 1 etapa del Tour de Bretaña

2014
- 1 etapa de la Vuelta al Lago Qinghai

2016
- Challenge du Prince-Trophée Princier
- 1 etapa de la Vuelta a Túnez

2017
- Challenge du Prince-Trophée Princier[1]
- 2 etapas del Tour de Martinica